# 菱形上三脊節蜱
菱形上三脊節蜱（学名：Calepitrimerus scutulatus）为節蜱科上三脊節蜱屬下的一个种。